# 263
263 (CCLXIII) var ett normalår som började en torsdag i den julianska kalendern.

## Händelser

### Okänt datum
- Det kinesiska kungariket Wei erövrar kungariket Shu Han, ett av de tre kinesiska kungadömena.
- Liu Hui skriver en kommentar till De nio kapitlen om matematisk konst, där han beskriver vad som sedermera blir känt som Gausselimination, räknar ut pi etcetera.

## Födda
- Eusebios av Caesarea, kristen författare och biskop

## Avlidna
- Liao Hua, kinesisk militär och politisk ledare
- Zhuge Zhan, general i det kinesiska kungariket Shu
- Zhuge Shang, son till Zhuge Zhan
- Zong Yu, militär och politisk ledare i Shuriket